# イースト・ジャパン・ヨーヨー・コンテスト
イースト・ジャパン・ヨーヨー・コンテストは競技ヨーヨーの東日本地区大会で、ヨーヨーの地方大会では最大の規模を誇る。

## 概要
競技部門は大きく2つに分けられる。芸術性などを競うフリースタイル競技と規定トリックの完璧さを競うラダー部門である。フリースタイル競技は更に1A〜5Aの5部門に分かれ、各部門で優勝すると全国大会のシード権が与えられる。ただし、参加者人数が30人を超えた部門については、30人ごとに1名シード権を獲得できる選手が追加される。なお、フリースタイル競技とラダー部門の両方に参加することはできない。